# Maja Murić
Maja Murić (27. veljače 1974.) je bivša hrvatska tenisačica. Najbolji rezultat u karijeri joj je finale u konkurenciji parova na turniru u Kitzbühelu 1993. godine.

## WTA karijera

### Parovi: 1 (0:1)
| Legenda: Prije 2009.   | Legenda: Od 2009.     |
| ---------------------- | --------------------- |
| Grand Slam turniri (0) |                       |
| WTA Championships (0)  |                       |
| Tier I (0:0)           | Premier Mandatory (0) |
| Tier II (0:0)          | Premier 5 (0)         |
| Tier III (0:1)         | Premier (0:0)         |
| Tier IV & V (0:0)      | International (0:0)   |

| Ishod | Rb. | Datum            | Turnir              | Podloga | Suigrač          | Finalisti                | Rezultat |
| poraz | 1.  | 12. lipnja 1993. | Kitzbühel, Austrija | zemlja  | Pavlina Rajzlova | Fang Li Dominique Monami | 2:6, 1:6 |

## Vanjske poveznice
- Profil
- Profil na WTA